# Crambidae

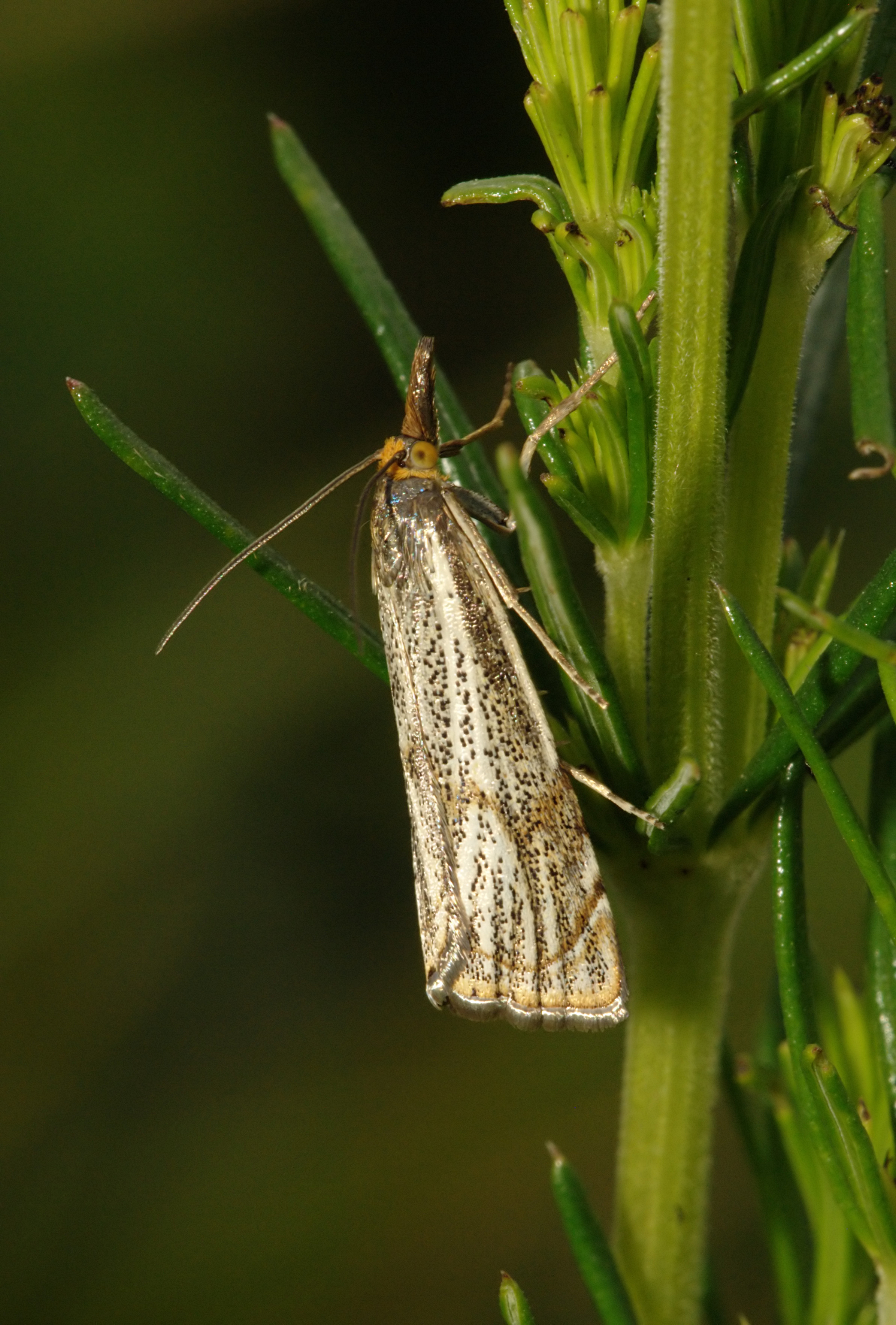
Thisanotia chrysonuchella

Die Crambidae, von manchen Autoren auch Rüsselzünsler genannt, sind eine Familie der Schmetterlinge. Von ihnen sind weltweit bis jetzt ca. 10.200 Arten bekannt. Die meisten Arten haben ihre Verbreitung in tropischen Regionen, während in Europa lediglich 529 Arten vorkommen.

## Merkmale
Die Tiere sind durch die „offene“ Form der Tympanalorgane mit einer weiten anteromedialen Öffnung, männliche Genitalien ohne Uncusarme sowie die Abwesenheit eines sklerotisierten Ringes um die Basis der Seta SD1 im abdominalen Segment 8 von den Zünslern (Pyralidae) unterschieden. Die Labialpalpen sind fast immer dreigliedrig, die Maxillarpalpen drei- bis viergliedrig, mitunter auch reduziert oder fehlend. Der Saugrüssel ist normalerweise gut ausgebildet, aber in einigen Gruppen reduziert. Die Facettenaugen sind in der Regel gut ausgebildet, in tagaktiven Arten aber mitunter reduziert und dann oftmals mit einer angrenzenden unbeschuppten Fläche. Die Beine sind oft lang und schlank und in Männchen häufig mit Androkonien-Büschel ausgestattet. Der Kopplungsmechanismus zwischen Vorder- und Hinterflügel ist bei Männchen durch eine einzelne Frenulum-Borste, bei Weibchen normalerweise durch zwei oder mehr Frenulum-Borsten gewährleistet. Der Uncus der männlichen Genitalien ist vielgestaltig und kann schnabelartig, abgerundet, distal verbreitert oder zwiegespalten, oder reduziert sein. Der Gnathos weist oft eine mittige, nach posterior ausgerichtete Struktur auf, ist in manchen Gruppen aber weitestgehend reduziert oder abwesend. Die Basis der männlichen Genitalien weist oft ein Paar schwach bis kräftig ausgebildeter Androkonien-Büschel auf.

## Lebensweise
Innerhalb der Familie wird wie auch in der anderen Familie der Pyraloidea, den Zünslern, eine Vielzahl unterschiedlichster Lebensweisen beobachtet. Darunter sind neben den üblichen Vorratsschädlingen und Blätterfressern auch Gruppen, deren Raupen eine aquatische Lebensweise haben. Auch findet man unter den Crambidae viele stängelbohrende und wurzelfressende Raupen sowie Raupen, die an oder in Blüten und Früchten fressen.

## Systematik
Derzeit wird die Familie in 14 Unterfamilien unterteilt, von denen 11 auch Vertreter in Mitteleuropa haben.
- Acentropinae (= Nymphulinae)
- Crambinae
- Cybalomiinae
- Glaphyriinae (inkl. Evergestinae, Noordinae)
- Heliothelinae
- Lathrotelinae
- Linostinae (keine Vertreter in Mitteleuropa)
- Midilinae (keine Vertreter in Mitteleuropa)
- Musotiminae (in Europa nur die aus Australien nach Großbritannien eingetragene Musotima nitidalis[3])
- Odontiinae (inkl. Cathariinae)
- Pyraustinae
- Schoenobiinae
- Scopariinae
- Spilomelinae (inkl. Wurthiinae; u. a. der als Forst- und Gartenschädling bekannt gewordene Buchsbaumzünsler)

Umstritten ist die kleine Unterfamilie Cathariinae mit nur zwei Gattungen, die nach Meinung mancher Forscher besser in die Unterfamilie Odontiinae (oder auch Pyraustinae) gestellt werden sollten.